# 1976年の日本
1976年の日本（1976ねんのにほん）では、1976年（昭和51年）の日本の出来事・流行・世相などについてまとめる。

## 他の紀年法
日本では、西暦の他にも以下の紀年法を使用している。なお、以下の紀年法は西暦と月日が一致している。
- 元号
  - 昭和51年
- 神武天皇即位紀元
  - 皇紀2636年
- 干支
  - 丙辰（ひのえ たつ）

## カレンダー
| 1月 |    |    |    |    |    |    |
| 日  | 月 | 火 | 水 | 木 | 金 | 土 |
|     |    |    |    | 1  | 2  | 3  |
| 4   | 5  | 6  | 7  | 8  | 9  | 10 |
| 11  | 12 | 13 | 14 | 15 | 16 | 17 |
| 18  | 19 | 20 | 21 | 22 | 23 | 24 |
| 25  | 26 | 27 | 28 | 29 | 30 | 31 |
|     |    |    |    |    |    |    |

| 2月 |    |    |    |    |    |    |
| 日  | 月 | 火 | 水 | 木 | 金 | 土 |
| 1   | 2  | 3  | 4  | 5  | 6  | 7  |
| 8   | 9  | 10 | 11 | 12 | 13 | 14 |
| 15  | 16 | 17 | 18 | 19 | 20 | 21 |
| 22  | 23 | 24 | 25 | 26 | 27 | 28 |
| 29  |    |    |    |    |    |    |
|     |    |    |    |    |    |    |

| 3月 |    |    |    |    |    |    |
| 日  | 月 | 火 | 水 | 木 | 金 | 土 |
|     | 1  | 2  | 3  | 4  | 5  | 6  |
| 7   | 8  | 9  | 10 | 11 | 12 | 13 |
| 14  | 15 | 16 | 17 | 18 | 19 | 20 |
| 21  | 22 | 23 | 24 | 25 | 26 | 27 |
| 28  | 29 | 30 | 31 |    |    |    |
|     |    |    |    |    |    |    |

| 4月 |    |    |    |    |    |    |
| 日  | 月 | 火 | 水 | 木 | 金 | 土 |
|     |    |    |    | 1  | 2  | 3  |
| 4   | 5  | 6  | 7  | 8  | 9  | 10 |
| 11  | 12 | 13 | 14 | 15 | 16 | 17 |
| 18  | 19 | 20 | 21 | 22 | 23 | 24 |
| 25  | 26 | 27 | 28 | 29 | 30 |    |
|     |    |    |    |    |    |    |

| 5月 |    |    |    |    |    |    |
| 日  | 月 | 火 | 水 | 木 | 金 | 土 |
|     |    |    |    |    |    | 1  |
| 2   | 3  | 4  | 5  | 6  | 7  | 8  |
| 9   | 10 | 11 | 12 | 13 | 14 | 15 |
| 16  | 17 | 18 | 19 | 20 | 21 | 22 |
| 23  | 24 | 25 | 26 | 27 | 28 | 29 |
| 30  | 31 |    |    |    |    |    |
|     |    |    |    |    |    |    |

| 6月 |    |    |    |    |    |    |
| 日  | 月 | 火 | 水 | 木 | 金 | 土 |
|     |    | 1  | 2  | 3  | 4  | 5  |
| 6   | 7  | 8  | 9  | 10 | 11 | 12 |
| 13  | 14 | 15 | 16 | 17 | 18 | 19 |
| 20  | 21 | 22 | 23 | 24 | 25 | 26 |
| 27  | 28 | 29 | 30 |    |    |    |
|     |    |    |    |    |    |    |

| 7月 |    |    |    |    |    |    |
| 日  | 月 | 火 | 水 | 木 | 金 | 土 |
|     |    |    |    | 1  | 2  | 3  |
| 4   | 5  | 6  | 7  | 8  | 9  | 10 |
| 11  | 12 | 13 | 14 | 15 | 16 | 17 |
| 18  | 19 | 20 | 21 | 22 | 23 | 24 |
| 25  | 26 | 27 | 28 | 29 | 30 | 31 |
|     |    |    |    |    |    |    |

| 8月 |    |    |    |    |    |    |
| 日  | 月 | 火 | 水 | 木 | 金 | 土 |
| 1   | 2  | 3  | 4  | 5  | 6  | 7  |
| 8   | 9  | 10 | 11 | 12 | 13 | 14 |
| 15  | 16 | 17 | 18 | 19 | 20 | 21 |
| 22  | 23 | 24 | 25 | 26 | 27 | 28 |
| 29  | 30 | 31 |    |    |    |    |
|     |    |    |    |    |    |    |

| 9月 |    |    |    |    |    |    |
| 日  | 月 | 火 | 水 | 木 | 金 | 土 |
|     |    |    | 1  | 2  | 3  | 4  |
| 5   | 6  | 7  | 8  | 9  | 10 | 11 |
| 12  | 13 | 14 | 15 | 16 | 17 | 18 |
| 19  | 20 | 21 | 22 | 23 | 24 | 25 |
| 26  | 27 | 28 | 29 | 30 |    |    |
|     |    |    |    |    |    |    |

| 10月 |    |    |    |    |    |    |
| 日   | 月 | 火 | 水 | 木 | 金 | 土 |
|      |    |    |    |    | 1  | 2  |
| 3    | 4  | 5  | 6  | 7  | 8  | 9  |
| 10   | 11 | 12 | 13 | 14 | 15 | 16 |
| 17   | 18 | 19 | 20 | 21 | 22 | 23 |
| 24   | 25 | 26 | 27 | 28 | 29 | 30 |
| 31   |    |    |    |    |    |    |
|      |    |    |    |    |    |    |

| 11月 |    |    |    |    |    |    |
| 日   | 月 | 火 | 水 | 木 | 金 | 土 |
|      | 1  | 2  | 3  | 4  | 5  | 6  |
| 7    | 8  | 9  | 10 | 11 | 12 | 13 |
| 14   | 15 | 16 | 17 | 18 | 19 | 20 |
| 21   | 22 | 23 | 24 | 25 | 26 | 27 |
| 28   | 29 | 30 |    |    |    |    |
|      |    |    |    |    |    |    |

| 12月 |    |    |    |    |    |    |
| 日   | 月 | 火 | 水 | 木 | 金 | 土 |
|      |    |    | 1  | 2  | 3  | 4  |
| 5    | 6  | 7  | 8  | 9  | 10 | 11 |
| 12   | 13 | 14 | 15 | 16 | 17 | 18 |
| 19   | 20 | 21 | 22 | 23 | 24 | 25 |
| 26   | 27 | 28 | 29 | 30 | 31 |    |
|      |    |    |    |    |    |    |

## 在職者
- 天皇: 裕仁
- 内閣総理大臣: 三木武夫（自由民主党）、12月24日より福田赳夫（自由民主党）
- 内閣官房長官: 井出一太郎（自由民主党）、12月24日より園田直（自由民主党）
- 最高裁判所長官: 村上朝一、5月24日より藤林益三
- 衆議院議長: 前尾繁三郎（自由民主党） 、12月24日より保利茂（自由民主党）
- 参議院議長: 河野謙三（自由民主党）
- 国会: 第77回 (常会, 1月23日-5月24日)、第78回 (臨時会, 9月21日-11月4日)、第79回 (臨時会, 12月27日-28日)

## 世相

### 周年
以下に、過去の主な出来事からの区切りの良い年数（周年）を記す。
- 1月1日 -  「サッポロ一番」シリーズ（サンヨー食品）発売開始10周年。
- 1月2日 - ウルトラシリーズ誕生10周年。
- 1月15日 - 中日ドラゴンズ球団創設40周年。
- 2月4日 - 全日空羽田沖墜落事故から10周年（発生当時世界最悪の航空事故）。
- 2月23日 - 東京中日スポーツ創刊20周年。
- 2月26日 - 二・二六事件から40周年。
- 3月6日 - 日刊スポーツ創刊30周年。
- 4月1日 - 田端駅開業80周年。
- 4月3日 - 仮面ライダーシリーズ生誕5周年。
- 4月22日 - サザエさん生誕30周年。
- 8月22日 - 伊藤園創業10周年。
- 9月1日 - 民間放送ラジオ開始25周年[1]。
- 11月28日 - 週刊漫画TIMES（芳文社）創刊20周年。
- 12月25日 - 大正天皇崩御と昭和が始まって50周年。

## できごと

### 1月
- 1月1日 - ヤマザキナビスコが「チップスター」を発売。
- 1月3日 - 大橋巨泉司会の「クイズダービー」（TBS）放送開始（1992年12月19日終了）。
- 1月5日 - パイオニアが同社初のラジカセ「RXシリーズ」を発売。
- 1月6日 - 京都市の平安神宮が放火され本殿・内拝殿など9棟が焼失。[書籍 1]。
- 1月12日 - 伊藤忠商事と安宅産業が合併を前提とした業務提携に合意[書籍 2]。
- 1月15日 - 軽自動車の規格改正実施（360cc→550cc化）。各メーカーが相次いでモデルチェンジを行う。
- 1月18日 - 沖縄国際海洋博覧会閉幕。
- 1月19日 - 日産自動車が「ホーミー」を発売（1973年発売の「キャラバン」の姉妹車）。
- 1月20日 - 大和運輸（現：ヤマトホールディングス）が個別宅配サービス「宅急便」を発売、初日の引受個数は2個。
- 1月22日 - 連続女性殺人事件の大久保清の死刑執行。
- 1月25日 - 郵便料金値上げ、はがき20円・封書50円[書籍 2]。
- 1月31日 - 鹿児島市の鹿児島市立病院で5つ子が誕生[書籍 3]。

### 2月
- 2月2日 - 黒柳徹子司会のトーク番組「徹子の部屋」（NET→テレビ朝日系）放送開始[書籍 3]。
- 2月7日 - 名張毒ぶどう酒事件の死刑囚が名古屋高裁に第3次再審請求。
- 2月10日
  - 本田技研工業が「ロードパル」を発売[書籍 4]。
  - 愛媛県大洲市で市立大成小学校3年生の女児（当時8歳）が下校途中に行方不明になる。愛媛県警が大洲警察署に特別捜査本部を設置し、誘拐事件とみて捜査したところ、同月18日午後、別件の少女（当時17歳）に対する婦女暴行容疑で逮捕されていた男（当時25歳）が女児を誘拐、乱暴した上で首を絞めて殺害し、遺体を鹿野川ダム湖岸に埋めたことを自供、その自供通り地中から女児の他殺体が発見される[新聞 1]。男は翌19日、婦女暴行、殺人、死体遺棄容疑で逮捕される[新聞 2]。
- 2月16日 - 衆議院予算委員会でロッキード事件の証人喚問を開始。小佐野賢治（国際興業社主）が喚問の場で発した「記憶にございません」で話題になる[書籍 4]。
- 2月24日 - 東京地検、ロッキード事件の強制捜査を開始[書籍 2]。

### 3月
- 3月1日 - 後楽園球場に日本初の人工芝が登場。
- 3月2日
  - 北海道庁ロビーで時限爆弾が爆発[書籍 5]。2人が死亡（北海道庁爆破事件）[書籍 5]。
  - 追分機関区で入換用として使用されていた蒸気機関車がこの日限りで退役し、保存用を除く国鉄の全蒸気機関車が退役。
- 3月6日 - 豊橋鉄道の路面電車区間の柳生橋支線がこの日限りで廃止。
- 3月23日 - 児玉誉士夫の私邸に、俳優の前野光保が操縦する小型飛行機が突入、前野は死亡[書籍 6]。
- 3月24日 - 東京国税局が児玉誉士夫を脱税容疑で起訴。
- 3月27日 - 第48回選抜高等学校野球大会が阪神甲子園球場で開幕。
- 3月31日
  - 仙台市電全線[書籍 7]と、京都市電今出川線・丸太町線・白川線がこの日限りで廃止。

### 4月
- 4月 - 学校給食に米飯が導入される。
- 4月1日
  - シチズン時計が世界初のデジタル式（アラーム付）腕時計「クリニトロン」を発売。
  - フジテレビ系でスポーツニュース番組『プロ野球ニュース』放送開始。
  - 1974年7月25日の集中豪雨で被災し休止していた近鉄八王子線西日野駅 - 伊勢八王子駅間が廃止。
- 4月4日 - 名鉄知多新線知多奥田駅 - 野間駅間延伸開業。
- 4月5日 - キヤノンが「AE-1」を発売。
- 4月6日 - 第48回選抜高等学校野球大会の決勝戦が阪神甲子園球場にて13時より行われ、崇徳が5-0で小山を破り初優勝。
- 4月8日 - 神奈川県横浜市に相模鉄道いずみ野線が開業。
- 4月9日 - 作家の武者小路実篤が死去。
- 4月25日 - パンアメリカン航空が東京（当時羽田）~ニューヨーク（JFK）間でボーイング747SPノンストップ便を開始。
- 4月26日 - 岡多線北野桝塚駅 - 新豊田駅間延伸開業。
- 4月27日 - 東京地裁、「四畳半襖の下張」を猥褻文書として作家の野坂昭如らに罰金判決（四畳半襖の下張事件）[書籍 8]。

### 5月
- 5月1日 - 鳥取県の地方紙・日本海新聞が新日本海新聞社により復刊。
- 5月4日 - 水俣病：熊本地検、チッソの元社長、元工場長を業務上過失致死傷罪で熊本地方裁判所に起訴[書籍 9]。
- 5月6日 - 都営地下鉄6号線（現・三田線）高島平駅 - 西高島平駅間延伸開業。
- 5月8日
  - 人気歌手、克美茂が愛人を殺害した罪で巡業先の北海道旭川市内で逮捕される[2][書籍 9]。
  - 本田技研工業が「アコード」を発売（当初は3ドアで、後に4ドアセダンが発売された）。
  - 植村直己が1万2000キロの北極圏犬ゾリ横断を達成[書籍 2]。
- 5月10日 - 日本テレビ系「月曜スター劇場」枠にて、宇津井健主演のテレビドラマ『たんぽぽ』（第3シリーズ）[注 1]が放送開始（ - 10月11日。全23回）。
- 5月18日 - 波照間空港が開港。
- 5月21日 - 日清食品が「日清焼そばU.F.O.」発売。
- 5月25日 - 藤林益三が第7代最高裁判所長官に就任。

### 6月
- 6月6日 - 長崎本線・佐世保線が交流電化（喜々津駅-浦上駅間の旧線を除く）。
- 6月10日 - 琴似駅 - 白石駅間延伸開業。
- 6月22日 - 東京地検、ロッキード事件で丸紅の大久保利春前専務を逮捕。丸紅関係者では7月2日に伊藤宏前専務、同13日に檜山廣前会長をそれぞれ逮捕[書籍 10]。
- 6月25日 - 新自由クラブ結成[書籍 11][書籍 10]。
- 6月26日 - アントニオ猪木対モハメド・アリの異種格闘技戦が日本武道館で行われる。

### 7月
- 7月1日 - 長崎本線・佐世保線の電化完成。これに伴うダイヤ改正が実施され、東海道新幹線では「ひかり」の一部が新横浜駅停車となる。
- 7月4日 - 山口県柳井市大畠地区と周防大島（屋代島）を結ぶ大島大橋が開通。周防大島と本土が橋で結ばれる。これにより、大畠駅と周防大島（小松港）を結んでいた国鉄大島連絡船がこの日限りで廃止。
- 7月8日 - 東京地検、ロッキード事件で全日空社長（当時）の若狭得治を逮捕[書籍 12]。
- 7月22日 - 東京高裁、外務省の機密漏えい事件（西山事件）で西山太吉毎日新聞元記者の一審判決を破棄、西山に懲役4か月・執行猶予1年の有罪判決。
- 7月26日 - 株式会社ヴァル研究所 設立。
- 7月27日 - 東京地検、ロッキード事件で田中角栄前首相逮捕[書籍 13]。
- 7月30日
  - 日本共産党が自由と民主主義の宣言を採択[書籍 11]。
  - 足尾鉱山鉱毒事件で、群馬県、栃木県、桐生市、太田市と古河鉱業の間で公害防止協定を締結。

### 8月
- 8月6日 - 木村守江福島県知事が収賄容疑で逮捕[書籍 11][書籍 13]。
- 8月9日
  - 日清食品が「どん兵衛きつねうどん」を発売。
  - 第58回全国高等学校野球選手権大会が阪神甲子園球場で開幕。
- 8月16日 - 東京地検、田中角栄前首相を起訴。
- 8月17日 - 田中角栄前首相が2億円で保釈。
- 8月20日
  - 東京地検、ロッキード事件で佐藤孝行元運輸政務次官、8月21日に橋本登美三郎元運輸大臣をそれぞれ逮捕[書籍 14]。
  - 東海道新幹線「こだま」に禁煙車が設置される[書籍 15]。
- 8月21日 - 第58回全国高等学校野球選手権大会の決勝戦。西東京代表の桜美林高校が大阪府代表のPL学園を4-3で破り初優勝。
- 8月24日 - NHK会長の小野吉郎が保釈された田中角栄前首相を見舞っていたことが発覚、9月4日に小野は日本放送労働組合の運動により会長を辞職。
- 8月25日 - ピンク・レディーがビクター音楽産業から「ペッパー警部」でレコードデビュー。
- 8月28日 - 東急ハンズ設立。

### 9月
- 9月1日 - 花王石鹸がヘアスプレー「ケープ」を発売。
- 9月4日
  - 横浜市営地下鉄上永谷駅 - 上大岡駅間および伊勢佐木長者町駅 - 横浜駅間が延伸開業。
  - 東海道本線千里丘駅 - 茨木駅間にて大阪発京都行きSL列車「京阪100年号」が線路上で撮影していた男児と接触、男児が死亡。
- 9月6日 - ソ連空軍のヴィクトル・ベレンコ中尉が搭乗するMiG-25が函館空港に強行着陸し、亡命を求めた[書籍 11][書籍 16]。
- 9月10日 - 福岡市中央区に天神地下街が開業。
- 9月12日 - 岐阜県で台風17号による水害（9.12水害）[書籍 17]。
- 9月15日 - 三木改造内閣発足[書籍 11][書籍 17]。
- 9月21日 - この日発売の週刊少年ジャンプ（集英社）にて山止たつひこ（→秋本治）作の漫画「こちら葛飾区亀有公園前派出所」（こち亀）の連載が開始。2016年9月の連載終了まで40年以上連載が続くロングラン作品となり、単行本も単独の漫画作品としては史上初となる全200巻を達成。

### 10月
- 10月1日 - ピジョンが「マイピー乳歯ブラシ」を発売。
- 10月11日 - 巨人の王貞治選手が対阪神戦でベーブ・ルースを抜く715号本塁打。
- 10月12日 - ライオンズのスポンサーにクラウンガスライターが就任し太平洋クラブライオンズがクラウンライターライオンズに球団名変更。[3][4]
- 10月15日 - 東急田園都市線すずかけ台駅 - つきみ野駅間延伸開業。
- 10月16日 - 巨人、前年度最下位からセ・リーグ優勝。
- 10月18日 - トヨタ自動車が「タウンエース」を発売（1982年発売の2代目から「マスターエース」→「ライトエース」と姉妹車となった）。
- 10月22日 - 京都地裁の鬼頭史郎判事補による「ニセ電話事件」が発覚[書籍 11][書籍 18]。
- 10月24日 - 富士スピードウェイで日本初のF1日本グランプリが開催される。
- 10月29日 - 酒田大火（山形県酒田市中心部）[書籍 15]。焼失面積22.5ha・焼損棟数1,774棟・被災者3,300人[書籍 18]。
- 10月31日 - 日本ビクターが家庭用VHSビデオテープレコーダ1号機、「HR-3300」を発売。

### 11月
- 11月1日 - 山水電気が「ステレオプリメインアンプ」を発売。
- 11月2日 - 日本シリーズで、阪急ブレーブスが4勝3敗で巨人を下し、2連覇達成[書籍 19]。
- 11月10日 - 昭和天皇在位50年式典[書籍 11][書籍 19]。
- 11月12日 - 東急ハンズが1号店となる藤沢店（2006年12月31日閉店）をオープン[書籍 20]。
- 11月29日 - シンガーソングライターの荒井由実と音楽プロデューサーの松任谷正隆が結婚し、横浜市の山手教会で挙式。

### 12月
- 12月1日 - 石屋製菓が北海道銘菓「白い恋人」を発売。
- 12月5日 - 第34回衆議院議員総選挙投票[書籍 11]。自由民主党が過半数割る[書籍 21]。
- 12月6日 - 三木武夫首相退陣表明。
- 12月21日 - 1等1000万円の年末ジャンボ宝くじ発売で死傷者が出る。
- 12月24日 - 福田赳夫内閣発足[書籍 11][書籍 22]。
- 12月30日 - 日本専売公社がタバコ『朝日』の生産を廃止し、これによって日本専売公社は口付紙巻タバコの生産から撤退することとなった。

### 日付不明
- 新潟県長岡市に日本初のドライブスルー登場。

## 災害
- 昭和51年6月豪雨（6月）
- 台風17号災害（9月）[5]

## 天候・天災・観測等
- 大冷夏により、特に6月～7月上旬前半は全国的に強い低温に見舞われ霜害が発生した。

## 文化と芸術

### 流行

#### 流行語
- 「黒いピーナッツ」
- 「記憶にございません」（小佐野賢治）
- 「み〜んな悩んで大きくなった」（野坂昭如）
- 「わかるかなぁ〜、わかんねぇだろうなぁ〜」（松鶴家千とせ）
- 「どっちが得かよーく考えてみよう」（萩本欽一）

### 建築
竣工
- 5月　-　東京都新宿区西新宿に地上43階・塔屋2階・地下6階の安田火災海上ビルがオープン。

解体

### 出版

#### 文学
- 芥川賞
  - 第75回（1976年上半期） - 村上龍 『限りなく透明に近いブルー』
  - 第76回（1976年下半期） - 該当作品なし
- 直木賞
  - 第75回（1976年上半期） - 該当作品なし
  - 第76回（1976年下半期） - 三好京三 『子育てごっこ』
- ベストセラー
  - 森村誠一 『人間の証明』
  - 山崎豊子 『不毛地帯』
  - 五木寛之 『青春の門・堕落編』
  - 城山三郎 『毎日が日曜日』
  - 渡部昇一 『知的生活の方法』

### 音楽
- ビューティフル・サンデー（ダニエル・ブーン、同年田中星児／トランザムがカバー）
- 北の宿から（都はるみ）
- 岸壁の母（二葉百合子）
- 歩（北島三郎）
- ハートのエースが出てこない（キャンディーズ）
- 春一番（キャンディーズ）
- ペッパー警部（ピンク・レディー）
- わかって下さい（因幡晃）
- あの日にかえりたい（荒井由実）
- 木綿のハンカチーフ（太田裕美）
- 赤いハイヒール（太田裕美）
- 最後の一葉（太田裕美）
- センチメンタル（岩崎宏美）
- ファンタジー（岩崎宏美）
- 未来（岩崎宏美）
- 白い約束/山鳩（山口百恵）
- 愛に走って/赤い運命（山口百恵）
- 横須賀ストーリー（山口百恵）
- パールカラーにゆれて（山口百恵）
- ゆれてる私」（桜田淳子）
- 夏にご用心（桜田淳子）
- ねえ!気がついてよ（桜田淳子）
- 山口さんちのツトム君（川橋啓史／斎藤こず恵）
- 君よ抱かれて熱くなれ（西城秀樹）
- 針葉樹（野口五郎）
- 俺たちの旅（中村雅俊）
- 哀しい妖精（南沙織）
- あなただけを（あおい輝彦）
- 落葉が雪に（布施明）
- 愚図（研ナオコ）
- LA-LA-LA（研ナオコ）
- あばよ（研ナオコ）
- 東京砂漠（内山田洋とクール・ファイブ）
- 嫁に来ないか（新沼謙治）
- きみ可愛いね（伊藤咲子）
- まちぶせ（三木聖子）
- ドリフのバイのバイのバイ（ザ・ドリフターズ）
- 志村ケンの全員集合 東村山音頭（志村けん）
- セクシー・バス・ストップ（浅野ゆう子）
- 恋人試験（松本ちえこ）
- なごり雪（イルカ）
- 弟よ（内藤やす子）
- 東京メルヘン（木之内みどり）
- 青春時代（森田公一とトップギャラン）

### 演劇
歌舞伎
宝塚歌劇団

### 映画
- 愛のコリーダ
- 犬神家の一族
- トラック野郎・望郷一番星
- トラック野郎・天下御免
- 続人間革命

### テレビ
- ドラマ
  - NHK大河ドラマ 「風と雲と虹と」出演：加藤剛、緒形拳、吉永小百合 他
  - NHK連続テレビ小説 「雲のじゅうたん」出演：浅茅陽子、中条静夫、高松英郎 他
  - NHK「となりの芝生」出演：山本陽子、沢村貞子、前田吟 他
  - 日本テレビ 「大都会 闘いの日々」出演：渡哲也、石原裕次郎、仁科明子 他
  - 日本テレビ「桃太郎侍」出演：高橋英樹、植木等、野川由美子 他
  - 日本テレビ「たんぽぽ」出演：宇津井健、林隆三、音無美紀子 他
  - 日本テレビ「気まぐれ天使」出演：石立鉄男、大原麗子、森田健作 他
  - 日本テレビ「俺たちの朝」出演：勝野洋、長谷直美、小倉一郎 他
  - 東京放送（現・TBSテレビ、以下「TBS」）「高原へいらっしゃい」出演：田宮二郎、由美かおる、益田喜頓 他
  - TBS「赤い衝撃」出演：山口百恵、三浦友和、田村高広 他
  - TBS「三男三女婿一匹」出演：森繁久彌、山岡久乃、井上順 他
  - フジテレビ 「夫婦旅日記 さらば浪人」出演：藤田まこと、中村玉緒、高岡健二 他
  - フジテレビ「新・座頭市」出演：勝新太郎 他
  - NETテレビ 「大非常線」出演：千葉真一、谷隼人、志穂美悦子 他
  - NETテレビ「ベルサイユのトラック姐ちゃん」出演：浜木綿子、中村晃子、山本由香利 他
  - NETテレビ「人魚亭異聞 無法街の素浪人」出演：三船敏郎、小川真由美、大村崑 他
  - 朝日放送「新・二人の事件簿 暁に駆ける」出演：篠田三郎、高岡健二、高橋悦史 他
  - 朝日放送「必殺仕業人」出演：中村敦夫、大出俊、藤田まこと 他
- バラエティなど諸分野
  - NETテレビ「徹子の部屋」（司会：黒柳徹子）放送開始。
  - NETテレビ「欽ちゃんのどこまでやるの!?」（出演：萩本欽一、真屋順子 他）放送開始。
  - NETテレビ「みごろ!たべごろ!笑いごろ!」（出演：伊東四朗、小松政夫、キャンディーズ 他）放送開始。
  - TBS「クイズダービー」（司会：大橋巨泉）放送開始。
  - フジテレビ「スターどっきり（秘）報告」（司会：三波伸介）放送開始。
  - 中京テレビ「お笑いマンガ道場」（出演：鈴木義司、富永一朗、車だん吉 他）放送開始。
  - 中部日本放送「すばらしき仲間」放送開始。
- スポーツ
  - フジテレビ「プロ野球ニュース」（キャスター：佐々木信也）放送開始。
- 特撮
  - 「ザ・カゲスター」（NETテレビ　原作：八手三郎　制作：東映）
  - 「超神ビビューン」（NETテレビ　原作：石森章太郎　制作・東映）
  - 「宇宙鉄人キョーダイン」（毎日放送　原作：石森章太郎　制作・東映）
  - 「忍者キャプター」（東京12チャンネル（現・テレビ東京　原作：八手三郎　制作：東映）
  - 「円盤戦争バンキッド」（日本テレビ　制作・東宝）
  - 昨年に放送された秘密戦隊ゴレンジャー、アクマイザー3も引き続き放送された。
  - 「バトルホーク」（東洋エージェンシー・ナック）
  - 「プロレスの星 アステカイザー」（円谷プロダクション）
  - 「恐竜探険隊ボーンフリー」（円谷プロダクション）

### アニメ
アニメーション映画
テレビアニメ
- 1月2日 - 「ハックルベリィの冒険」放映開始
- 1月3日 - 「まんが日本昔ばなし」放映開始
- 1月4日 - 「母をたずねて三千里」放映開始
- 4月1日 - 「大空魔竜ガイキング」放映開始
- 4月2日 - 「マシンハヤブサ」放映開始
- 4月4日 - 「ゴワッパー5 ゴーダム」放映開始
- 4月6日 - 「UFO戦士ダイアポロン」放映開始
- 4月7日 - 「新ドン・チャック物語（ドン・チャック物語参照）」放映開始
- 4月17日 - 「超電磁ロボ コン・バトラーV」放映開始
- 4月27日 - 「ピコリーノの冒険」放映開始
- 7月1日 - 「グロイザーX」放映開始
- 7月5日 - 「ブロッカー軍団IVマシーンブラスター」放映開始
- 8月6日 - 「まんがふるさと昔話」放映開始
- 9月5日 - 「マグネロボ ガ・キーン」放映開始
- 10月1日 - 「キャンディ・キャンディ」、「恐竜探険隊ボーンフリー」、「ほかほか家族」放映開始
- 10月3日 - 「ポールのミラクル大作戦」、「花の係長」、「リトル・ルルとちっちゃい仲間」放映開始
- 10月6日 - 「ドカベン」放映開始
- 10月7日 - 「UFO戦士ダイアポロンII（UFO戦士ダイアポロン参照）」、「まんが世界昔ばなし」放映開始
- 10月12日 - 「ろぼっ子ビートン」放映開始

### コマーシャル
| キャッチフレーズなど                                                                                      | 商品名など                    | メーカー       | 出演者             | 音楽               |
| --- | ----------------------------- | -------------- | ------------------ | ------------------ |
| ワインカラーのときめき                                                                                    | －                            | カネボウ化粧品 | －                 | 新井満             |
| ゆれる、まなざし                                                                                          | -                             | 資生堂         | 真行寺君枝         | 小椋佳             |
| ♪ソ、ソ、ソクラテスかプラトンか、ニ、ニ、ニーチェかサルトルか、みんな悩んで大きくなった…俺もお前も大物だ! | サントリーゴールド            | サントリー     | 野坂昭如           | 野坂昭如・桜井順   |
| どっちが得かよーく考えてみよう                                                                            | サクラカラー24                | 小西六         | 萩本欽一           | －                 |
| 春はさなえの季節です                                                                                      | ヰセキさなえ （田植機）       | 井関農機       | 桜田淳子           | 桜田淳子           |
| 青春のひとつぶ                                                                                            | グリコアーモンド チョコレート | 江崎グリコ     | 三浦友和・山口百恵 | －                 |
| 100円で、カルビーポテトチップスで買えますが、カルビーポテトチップスで、100円は買えません。                | カルビーポテトチップス        | カルビー       | 藤谷美和子         | 藤本房子           |
| ホッカホカだよおっ母さん                                                                                  | カプシプラスト                | 大正製薬       | 前川清             | －                 |
| もっちもっちもちもち                                                                                      | サトウ切り餅                  | サトウ食品     | 西川峰子・猪俣公章 | 西川峰子・猪俣公章 |
| どど〜んとうまい!!                                                                                        | きつねどん兵衛                | 日清食品       | 山城新伍・川谷拓三 | －                 |
| 黒は強いぞ、はいポーズ!                                                                                   | サンヨー薔薇 （カラーテレビ） | 三洋電機       | キャンディーズ     | キャンディーズ     |

## スポーツ

### 総合競技大会
- 第31回国民体育大会 (若楠国体)

#### オリンピック
- 冬季（インスブルック）
- 夏季（モントリオール）

### 各競技

#### 野球
- 野球
  - プロ野球
    - セ・リーグ優勝　読売ジャイアンツ
    - パ・リーグ優勝　阪急ブレーブス
    - 日本シリーズ優勝　阪急ブレーブス（4勝3敗） 2連覇

  - 高校野球
  - 春優勝　崇徳（広島県）
  - 夏優勝　桜美林（東京都）

#### 相撲
- 大相撲（幕内最高優勝）
  - 初場所　北の湖敏満
  - 春場所　輪島大士
  - 夏場所　北の湖敏満
  - 名古屋場所　輪島大士
  - 秋場所　魁傑將晃
  - 九州場所　北の湖敏満

## 誕生

### 1月
- 1月1日 - 庄司智春、お笑いタレント（品川庄司）
- 1月3日 - 前田浩継、元プロ野球選手
- 1月4日 - 小山萌子、女優
- 1月5日 - 浅沼晋太郎[Web 1]、脚本家・演出家・俳優・声優・コピーライター・デザイナー
- 1月5日 - 瀬戸カトリーヌ、タレント
- 1月7日 - 稲川親方、元幕内金開山
- 1月7日 - 江畑佳代子、プロボクサー
- 1月11日 - 山口貴士、弁護士
- 1月11日 - 伊藤憲治、心理カウンセラー
- 1月12日 - 古城茂幸、元プロ野球選手
- 1月12日 - 村瀬範行、漫画家
- 1月12日 - 中谷美紀、女優・歌手
- 1月12日 - 幸英明、JRA騎手
- 1月12日 - ミノワマン、総合格闘家、プロレスラー
- 1月14日 - 山崎弘也、お笑いタレント（アンタッチャブル）
- 1月17日 - 安壮富士清也、大相撲力士
- 1月17日 - 川幡由佳、タレント
- 1月17日 - 塩田真弓、テレビ東京アナウンサー、キャスター
- 1月21日 - 西岡竜一朗、元俳優
- 1月23日 - ムロツヨシ、俳優
- 1月26日 - hitomi、歌手
- 1月27日 - 松井涼子、女優
- 1月28日 - 高橋茂雄、お笑い芸人
- 1月30日 - 北林実季、女優
- 1月31日 - 沖永優子、ローカルタレント

### 2月
- 2月1日 - 小出水直樹、お笑いタレント（シャンプーハット）
- 2月1日 - 岩本和子、モデル、タレント
- 2月2日 - 井上聡、お笑いタレント（次長課長）
- 2月6日 - 千代天山大八郎、元大相撲力士・小結（+ 2024年）
- 2月7日 - 奥大介、サッカー選手（+ 2014年）
- 2月8日 - 田中卓志、お笑いタレント（アンガールズ）
- 2月8日 - 杉浦双亮、お笑いタレント（360°モンキーズ）、野球選手
- 2月8日 - 赤岩善生、競艇選手
- 2月8日 - 井上マー、お笑い芸人
- 2月9日 - 高須洋介、元プロ野球選手
- 2月10日 - 秋山久美、歌手・声優
- 2月11日 - 内田也哉子、エッセイスト
- 2月11日 - 山本モナ、フリーアナウンサー、タレント
- 2月13日 - 大村直之、プロ野球選手
- 2月13日 - 仲西環、声優（+ 2020年）
- 2月13日 - 西岡孝洋、フジテレビアナウンサー
- 2月13日 - 真木将樹、元プロ野球選手
- 2月13日 - 曹憲明、フィギュアスケート選手
- 2月14日 - JUJU、シンガーソングライター
- 2月15日 - 自見英子、政治家
- 2月16日 - オダギリジョー、俳優
- 2月16日 - 京、ミュージシャン（DIR EN GREY）
- 2月16日 - 高橋千恵美、陸上選手
- 2月17日 - 大原かおり、タレント
- 2月21日 - つぐみ、女優
- 2月21日 - 乙部綾子、元ライブドア広報担当
- 2月21日 - 大塚美幸、アナウンサー
- 2月21日 - 古市貞秀、大相撲力士
- 2月22日 - 堂島孝平、シンガーソングライター
- 2月23日 - 大木勉、サッカー選手
- 2月24日 - 高島郷、俳優
- 2月24日 - たかだゆうこ、タレント
- 2月25日 - 大翔大豪志、大相撲力士
- 2月25日 - 本田征治、サッカー選手
- 2月26日 - 明逸人、俳優
- 2月27日 - 田村ゆかり[Web 2]、声優
- 2月27日 - 万城目学、小説家
- 2月28日 - KAORI.[Web 3]、歌手、声優

### 3月
- 3月1日 - 小島聖、女優
- 3月1日 - 真栄田賢、お笑いタレント（スリムクラブ）
- 3月1日 - 葉真中顕、小説家
- 3月2日 - 岩木山竜太、大相撲力士
- 3月2日 - 湶尚子、元タレント
- 3月5日 - 瓜生正義、競艇選手
- 3月8日 - 赤木伸輔、俳優
- 3月8日 - 吉田真由美、女子プロボウラー
- 3月8日 - 大沼心、アニメ監督
- 3月11日 - 三瀬幸司、元プロ野球選手
- 3月11日 - さくら剛、作家
- 3月12日 - くっきー!、お笑い芸人（野性爆弾）
- 3月15日 - 品田寛介、プロ野球選手
- 3月16日 - 野島健児、声優
- 3月16日 - カルロス天野、女子プロレスラー
- 3月18日 - 大家友和、元プロ野球選手
- 3月18日 - 佐伯美穂、テニスプレイヤー
- 3月19日 - 市川喜康、ミュージシャン
- 3月19日 - 市川実和子、女優
- 3月20日 - 三宅綾子、ダンサー
- 3月21日 - 音尾琢真、俳優（TEAM NACS）
- 3月24日 - くわばたりえ、お笑い芸人（クワバタオハラ）
- 3月25日 - Nana、歌手、ダンサー（MAX）
- 3月25日 - ヤナギブソン、お笑いタレント（ザ・プラン9）
- 3月25日 - 高橋賢次、運送業
- 3月27日 - 村上真哉、プロ野球選手
- 3月28日 - 青木治親、オートバイレーサー
- 3月29日 - 桜庭あつこ、タレント
- 3月30日 - 川澄綾子、声優

### 4月
- 4月1日 - 市井昌秀、映画監督
- 4月2日 - 隆乃若勇紀、タレント・元大相撲力士
- 4月2日 - 浪川大輔[Web 4]、声優  ※戸籍上の誕生日。実際の誕生日は3月29日
- 4月2日 - 山西尊裕、元サッカー選手
- 4月3日 - 須之内美帆子、元ワンギャル
- 4月3日 - タカ、お笑いタレント（タカアンドトシ）
- 4月5日 - ヴァレリア・ストラーネオ、陸上競技選手
- 4月6日 - 乙武洋匡、エッセイスト・タレント
- 4月6日 - 若旦那、レゲエミュージシャン（湘南乃風）
- 4月7日 - 小町ゆき、元AV女優
- 4月10日 - 赤星憲広、元プロ野球選手
- 4月10日 - 木村佳乃、女優
- 4月10日 - 藤本貴之、情報デザイン学者
- 4月11日 - 琴光喜啓司、元大相撲力士
- 4月11日 - 筒井正也、元プロ野球選手
- 4月12日 - 瀬能優、ストリッパー
- 4月14日 - 小泉享亮、ミュージシャン
- 4月15日 - 山内あゆ、TBSアナウンサー
- 4月15日 - 楢﨑正剛、サッカー選手
- 4月17日 - 遠藤竜志、元プロ野球選手
- 4月17日 - 橘未稀、AV女優
- 4月17日 - 鈴木謙介、社会学者
- 4月18日 - Fayray、歌手、シンガーソングライター
- 4月19日 - 金村曉、プロ野球選手
- 4月19日 - 坂下千里子、タレント
- 4月19日 - 藤沢文翁、劇作家,演出家
- 4月20日 - 宇治原史規、お笑い芸人（ロザン）
- 4月20日 - 五島裕二、元プロ野球選手
- 4月20日 - 安永聡太郎、元サッカー選手
- 4月21日 - 一宮里絵、タレント
- 4月21日 - 福山龍太郎、プロ野球選手
- 4月22日 - 林田賢太、脚本家、映画監督（+ 2008年）
- 4月23日 - 森山直太朗、シンガーソングライター
- 4月26日 - 綾小路翔、ミュージシャン
- 4月27日 - 岸田繁、ミュージシャン（くるり）
- 4月27日 - 村上涼子、AV女優
- 4月29日 - 二岡智宏、プロ野球選手
- 4月29日 - 千代大海龍二、大相撲力士、佐ノ山親方
- 4月29日 - 河原木志穂、声優

### 5月
- 5月1日 - 橋本将、元プロ野球選手
- 5月2日 - 山村宏樹、元プロ野球選手
- 5月4日 - ANZA、女優
- 5月4日 - 波戸康広、元サッカー選手
- 5月5日 - ヒラマミキオ、シンガーソングライター・ギタリスト
- 5月7日 - まちゃまちゃ、お笑いタレント
- 5月7日 - LITTLE、ヒップホップMC （KICK THE CAN CREW、UL）
- 5月7日 - 加藤明子、ABCアナウンサー
- 5月8日 - 幸村誠、漫画家
- 5月8日 - 池野昌之、プロ野球選手
- 5月9日 - 英智、プロ野球選手
- 5月10日 - 藤本博史、元プロ野球選手
- 5月11日 - 佐藤由紀彦、サッカー選手
- 5月12日 - 高見盛精彦、元大相撲力士、相撲指導者
- 5月12日 - 樋口龍美、元プロ野球選手
- 5月12日 - 福井敬治、元プロ野球選手
- 5月13日 - 宮地謙典、お笑い芸人（ニブンノゴ!）
- 5月14日 - 岩波理恵、タレント
- 5月14日 - 豊田綾乃、TBSアナウンサー
- 5月14日 - CUEZERO、ヒップホップMC
- 5月14日 - 秋谷智子、声優
- 5月15日 - 渡辺和洋、フジテレビアナウンサー
- 5月15日 - 梶原芽衣、元ワンギャル
- 5月17日 - 井ノ原快彦、タレント（元V6）
- 5月19日 - 紀田彰一、元プロ野球選手
- 5月20日 - 里崎智也、元プロ野球選手
- 5月21日 - 武州山隆士、大相撲力士
- 5月22日 - 田村恵、元プロ野球選手
- 5月22日 - 木村卓寛、お笑いタレント（天津）
- 5月23日 - 阿武教子、柔道選手
- 5月23日 - 緑川ゆき、漫画家
- 5月23日 - 宮崎景子、元ワンギャル
- 5月24日 - 白鳥雪之丞、ミュージシャン
- 5月24日 - 塚原愛、NHKアナウンサー
- 5月25日 - 高橋雄一、日本テレビアナウンサー
- 5月26日 - 櫻井幸博、元プロ野球選手
- 5月27日 - 山根良顕、お笑い芸人(アンガールズ）
- 5月27日 - 津田篤宏、お笑い芸人(ダイアン)
- 5月28日 - 雨宮朋絵、タレント・DJ
- 5月29日 - 伊勢谷友介、俳優、ファッションモデル

### 6月
- 6月1日 - サブロー、プロ野球選手
- 6月1日 - 鈴木和香奈、ラジオDJ
- 6月1日 - ヒッキー北風、お笑いタレント
- 6月1日 - 村上幸平、俳優
- 6月1日 - 丸山敦、プロレスラー
- 6月2日 - 増田こうすけ、漫画家
- 6月2日 - 政井マヤ、フリーアナウンサー
- 6月2日 - 原田健二、元プロ野球選手
- 6月3日 - 菅原智、サッカー選手
- 6月4日 - 納見佳容、プロレスラー
- 6月4日 - 林昌勇、プロ野球選手
- 6月5日 - 鈴木隆行、サッカー選手
- 6月5日 - 水原恵理、テレビ東京アナウンサー
- 6月5日 - 吉田恵、キャスター
- 6月6日 - SHIHO、ファッションモデル
- 6月6日 - 小峠英二、お笑い芸人（バイきんぐ）
- 6月6日 - 河合篤子、歌手、女優
- 6月8日 - 城島健司、プロ野球選手
- 6月8日 - 竜太郎、元プロ野球選手
- 6月8日 - 中野真博、野球選手
- 6月9日 - 内田恭子、フリーアナウンサー
- 6月9日 - 十文字友和、大相撲力士
- 6月10日 - 斉藤宜之、プロ野球選手
- 6月10日 - 一の谷崇帥、大相撲力士
- 6月11日 - 栗林みな実、歌手・声優
- 6月11日 - 山本真純、日本テレビ元アナウンサー（+ 2010年）
- 6月11日 - 土佐礼子、マラソン選手
- 6月11日 - 横山竜士、プロ野球選手
- 6月12日 - 里谷多英、フリースタイルスキー選手
- 6月13日 - CHANNEL、ヒップホップMC
- 6月15日 - 矢野英司、元プロ野球選手
- 6月15日 - ぎぼりつこ、イラストレーター
- 6月16日 - 嶋重宣、元プロ野球選手
- 6月16日 - 山田真哉、公認会計士・作家
- 6月17日 - 篠原一、小説家
- 6月17日 - 金山明子、アナウンサー
- 6月18日 - KREVA、ヒップホップMC・トラックメイカー
- 6月18日 - 隆の鶴伸一、大相撲力士、西岩親方
- 6月18日 - 藤井彰人、元プロ野球選手
- 6月18日 - 久保竜彦、サッカー選手
- 6月18日 - 西澤明訓、元サッカー選手
- 6月18日 - 高山麻美、女優
- 6月19日 - 福井博章、俳優
- 6月19日 - 内間政成、お笑いタレント（スリムクラブ）
- 6月20日 - 稲垣理一郎、漫画家、漫画原作者
- 6月21日 - サンキュータツオ、お笑い芸人（米粒写経）
- 6月23日 - 豊嶋千加子、元ワンギャル
- 6月24日 - 高橋薫、元プロ野球選手
- 6月28日 - 憲史、元プロ野球選手
- 6月28日 - 浅越しのぶ、元テニスプレイヤー
- 6月28日 - 遠藤良平、元プロ野球選手
- 6月29日 - 井川遥、女優

### 7月
- 7月2日 - 濱松敏廣、ミュージシャン、俳優
- 7月3日 - つのだりょうこ、歌手・タレント
- 7月4日 - 加藤大治郎、MotoGPレーサー（+ 2003年）
- 7月4日 - 伊澤一葉、ピアニスト（東京事変）（あっぱ）
- 7月8日 - 柴田博之、元プロ野球選手
- 7月10日 - 若の里忍、大相撲力士
- 7月11日 - 相川亮二、元プロ野球選手、解説員
- 7月12日 - 舞田敏彦、教育学者・社会学者
- 7月13日 - 駿傑悠志、大相撲力士
- 7月13日 - 盛田剛平、サッカー選手
- 7月13日 - 内藤裕子、アナウンサー
- 7月14日 - 福本誠、元プロ野球選手
- 7月16日 - 塚本まり子、元大人AKB48
- 7月17日 - トシ、お笑い芸人（タカアンドトシ）
- 7月18日 - 千葉真子、マラソン選手
- 7月18日 - 山元保美、野球選手
- 7月18日 - 田中宏和、プロ野球選手
- 7月19日 - マンボウやしろ、演出家、元お笑いタレント（元カリカ）
- 7月20日 - はなわ、タレント
- 7月22日 - KOKIA、歌手
- 7月23日 - パッション屋良、お笑いタレント
- 7月23日 - 松修康、元プロ野球選手
- 7月24日 - 小関竜也、元プロ野球選手
- 7月24日 - 須藤理彩、女優
- 7月24日 - Poko、漫画家
- 7月25日 - 西岡利晃、プロボクサー
- 7月26日 - 梓真悠子、女優
- 7月26日 - 三輪敬司、元プロ野球選手
- 7月27日 - 金城龍彦、元プロ野球選手
- 7月27日 - 小山田保裕、元プロ野球選手
- 7月29日 - 朝山東洋、元プロ野球選手
- 7月29日 - 加藤謙如、元プロ野球選手
- 7月29日 - 日里正義、元プロ野球選手
- 7月31日 - 冨永カズエ、女優
- 7月31日 - 萩村滋則、元サッカー選手
- 7月31日 - 山根巌、元サッカー選手
- 7月31日 - 佐藤龍文、NHKアナウンサー

### 8月
- 8月2日 - 春ノ山竜尚、元大相撲力士
- 8月3日 - 花岡麻帆、三段跳選手
- 8月3日 - 西川葉月、声優
- 8月4日 - 福盛和男、元メジャーリーガー
- 8月4日 - 生天目仁美[書籍 23]、声優
- 8月8日 - 安藤玉恵、女優
- 8月10日 - 遊井亮子、女優
- 8月11日 - 加藤竜人、元プロ野球選手
- 8月12日 - 井本直樹、元プロ野球選手
- 8月15日 - 飯島一彦、元プロ野球選手
- 8月15日 - 河村塔、漫画原作者
- 8月16日 - 勇人、俳優・ファッションモデル
- 8月17日 - 平松まゆき、歌手
- 8月18日 - 李承燁、プロ野球選手
- 8月20日 - 岩名美紗子、女優
- 8月20日 - まなてぃ、お笑いタレント
- 8月23日 - 小野仁、元プロ野球選手
- 8月24日 - 宇高伸次、元プロ野球選手
- 8月25日 - 佐藤文康、TBSアナウンサー
- 8月27日 - 渡辺俊介、プロ野球選手
- 8月27日 - 井場友和、元プロ野球選手
- 8月29日 - 山下敦弘、映画監督
- 8月29日 - 大柴隼人、俳優
- 8月31日 - 伊藤多賀之、ミュージシャン

### 9月
- 9月1日 - 土肥義弘、プロ野球選手
- 9月1日 - 福西崇史、元サッカー選手
- 9月3日 - 富川悠太、テレビ朝日アナウンサー
- 9月3日 - 比留間由哲、俳優
- 9月4日 - デッカチャン、お笑い芸人
- 9月4日 - 福島潤、声優
- 9月6日 - マイケル中村、プロ野球選手
- 9月6日 - 塩屋大輔、元プロ野球選手
- 9月7日 - 篠原貴行、プロ野球選手
- 9月7日 - 永田杏子、タレント
- 9月8日 - 秋本祐希、女優
- 9月9日 - 松風雅也、俳優・声優
- 9月10日 - 加納孝政、ミュージシャン
- 9月10日 - 眞野裕子、女優
- 9月10日 - 信原拓人、元プロ野球選手
- 9月12日 - 浜島直子、ファッションモデル
- 9月13日 - 福元英恵、元フジテレビアナウンサー
- 9月13日 - 武田美保、アーティスティックスイミング選手
- 9月13日 - 大久保勝信、プロ野球選手
- 9月14日 - ポチョムキン、ヒップホップMC
- 9月14日 - 本郷宏樹、元プロ野球選手
- 9月15日 - 宮沢克行、サッカー選手
- 9月15日 - 西森享平、元スキージャンプ選手
- 9月16日 - 川井貴志、プロ野球選手
- 9月17日 - 中野渡進、元プロ野球選手
- 9月19日 - 井上佳子、女優
- 9月20日 - 倉橋ヨエコ、歌手・シンガーソングライター
- 9月20日 - 堀江由衣、声優
- 9月20日 - 寺田学、政治家
- 9月20日 - 徳元敏、元プロ野球選手
- 9月20日 - 一青窈、歌手・作詞家
- 9月21日 - 新谷保志、日本テレビアナウンサー
- 9月21日 - 佐々木ゆう子、歌手
- 9月21日 - 舞風昌宏、大相撲力士
- 9月21日 - 椋木美羽、女優
- 9月22日 - 三上大和、俳優
- 9月23日 - 三浦しをん、作家
- 9月23日 - 金丸義信、プロレスラー
- 9月24日 - 桜塚やっくん、お笑いタレント（+ 2013年）
- 9月25日 - 白鳥マイカ、シンガーソングライター
- 9月26日 - 永田睦子、元バスケットボール選手
- 9月26日 - 雨宮まみ、ＡＶライター・作家（+ 2016年）
- 9月27日 - 山崎聡子、アナウンサー
- 9月27日 - 山本恵美、元ワンギャル
- 9月28日 - 井出千草、秋田テレビアナウンサー

### 10月
- 10月1日 - 与座よしあき、お笑い芸人（元ホーム・チーム）
- 10月3日 - 森重卓、ベーシスト
- 10月4日 - 森笠繁、プロ野球選手
- 10月4日 - 清水範久、サッカー選手
- 10月4日 - さくらえみ、プロレスラー
- 10月5日 - 刄田綴色、ドラマー（東京事変）、（元SCOPE）
- 10月6日 - 嘉㔟敏弘、元プロ野球選手
- 10月8日 - 鮎川陽子、ファッションモデル
- 10月8日 - 青柳勝、AV男優
- 10月11日 - 山崎隆広、プロ野球選手
- 10月14日 - 岩沢厚治、ミュージシャン（ゆず）
- 10月14日 - 不動裕理、プロゴルファー
- 10月14日 - 剱持たまき、ミュージカル女優
- 10月15日 - 西谷誠、騎手
- 10月16日-　末吉里花、フリーアナウンサー
- 10月16日 - 檜山豊、元お笑い芸人（元ホーム・チーム）
- 10月16日 - Yammy、シンガーソングライター）
- 10月17日 - 井上怜奈、フィギュアスケート選手
- 10月19日 - 金子賢、俳優
- 10月19日 - 財前宣之、サッカー選手
- 10月21日 - 髙山樹里、ソフトボール選手
- 10月21日 - 源、俳優・モデル
- 10月21日 - 松田洋昌、お笑い芸人 (ハイキングウォーキング)
- 10月24日 - 三輪記子、弁護士
- 10月29日 - 菅広文、お笑い芸人（ロザン）
- 10月29日 - 町井美紀、声優
- 10月30日 - 大橋マキ、元アナウンサー
- 10月30日 - 三上亮、ヴァイオリン奏者
- 10月31日 - 山本耕史、俳優
- 10月31日 - 大津田裕美、声優
- 10月31日 - 小暮英麻、声優

### 11月
- 11月2日 - 佐久間紅美、声優
- 11月2日 - 滝藤賢一、俳優
- 11月3日 - 青山桐子、声優
- 11月4日 - 小谷美紗子、シンガーソングライター
- 11月5日 - 本柳和也、プロ野球選手
- 11月6日 - 藤田敦史、マラソン選手
- 11月6日 - 松原美穂、タレント
- 11月8日 - 安藤亮司、俳優
- 11月9日 - 玉ノ井親方、元大関栃東
- 11月9日 - 大森征之、サッカー選手
- 11月10日 - 河端龍、元プロ野球選手
- 11月10日 - 舞坂ゆき子、女優
- 11月13日 - 棚橋弘至、プロレスラー
- 11月13日 - 横須賀ゆきの、アナウンサー
- 11月13日 ‐ 眞島秀和、俳優
- 11月16日 - 西村博之、2ちゃんねる管理人
- 11月16日 - 黄斗聖、野球選手
- 11月16日 - 鈴木和裕、サッカー選手
- 11月17日 - 菊タロー、プロレスラー
- 11月18日 - 本間朋晃、プロレスラー
- 11月19日 - 柴田淳、シンガーソングライター
- 11月20日 - 米山篤志、サッカー選手
- 11月21日 - 伊藤高史、俳優
- 11月22日 - 橋本巧、元俳優
- 11月22日 - 武内絵美、テレビ朝日アナウンサー
- 11月23日 - 岩崎ひろみ、女優
- 11月23日 - 三瓶、お笑いタレント
- 11月23日 - 諏訪魔、プロレスラー
- 11月23日 - 高濱竜郎、大相撲力士
- 11月23日 - 茶野隆行、サッカー選手
- 11月24日 - 池内博之、俳優
- 11月25日 - 伊藤俊吾、ミュージシャン（元キンモクセイ）
- 11月26日 - 水野敬也、作家
- 11月29日 - 小笠原孝、プロ野球選手

### 12月
- 12月2日 - 後藤正文、ミュージシャン（ASIAN KUNG-FU GENERATION）
- 12月2日 - 細木美和、タレント
- 12月2日 - 三戸崇史、声優
- 12月3日 - 岡本知高、ソプラニスタ
- 12月4日 - 出羽乃富士智章、大相撲力士
- 12月4日 - 高山景子、アナウンサー
- 12月4日 - 愛敬尚史、プロ野球選手
- 12月4日 - 草野大輔、プロ野球選手
- 12月5日 - 国分佐智子、東條英機の曾孫・女優
- 12月5日 - 観月ありさ、歌手・女優
- 12月5日 - 金井宣茂、JAXA宇宙飛行士
- 12月6日 - 満仲由紀子、声優・ナレーター
- 12月7日 - 石井秀仁、ミュージシャン
- 12月9日 - 福永祐一、騎手
- 12月10日 - クロちゃん、お笑いタレント（安田大サーカス）
- 12月11日 - 白川裕二郎、俳優
- 12月12日 - 林克治、元お笑いタレント（カリカ）
- 12月12日 - 市川友也 (サッカー選手)
- 12月12日 - 瀬戸朝香、女優
- 12月12日 - 穂坂優子、女優
- 12月14日 - Akiko、ジャズシンガー
- 12月14日 - SHOCK EYE、レゲエミュージシャン（湘南乃風）
- 12月15日 - 佐々木みき、バレーボール選手
- 12月15日 - 大村加奈子、バレーボール選手
- 12月16日 - 辺見えみり、女優
- 12月16日 - 井上紘一、プロ野球選手
- 12月17日 - 山岡りえ、俳優
- 12月17日 - 伊藤剛、プロ野球選手
- 12月18日 - 葵千智、モデル、タレント
- 12月18日 - 小雪、女優
- 12月21日 - 小栗和秀、サッカー指導者
- 12月21日 - 北条麻妃、AV女優
- 12月23日 - 東真紀、シンガーソングライター
- 12月25日 - 伊藤美穂、声優
- 12月27日 - PES、ヒップホップMC
- 12月28日 - 重野なおき、4コマ漫画家
- 12月28日 - 福原忍、プロ野球選手
- 12月28日 - 井戸伸年、元プロ野球選手
- 12月29日 - 福川将和、プロ野球選手